# Stadthaus (Mainz)

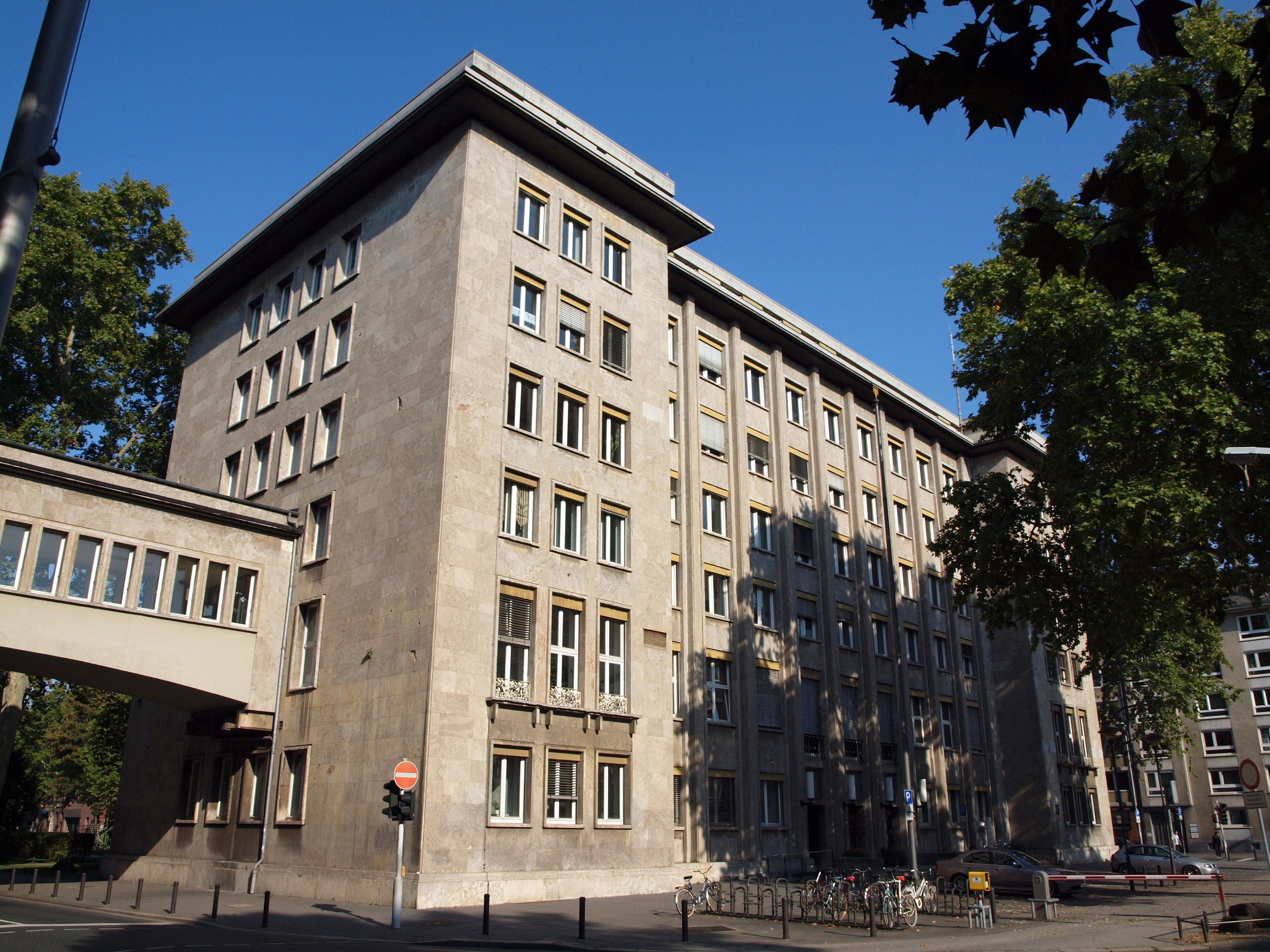
Das Stadthaus in Mainz (Kreyßig-Flügel)

Im Stadthaus in Mainz befinden sich seit 1999 mehrere Ämter der Stadtverwaltung Mainz in zwei Gebäudeteilen, dem sogenannten „Lauteren-Flügel“ (Bürgeramt, Sozialamt u. a.) und dem „Kreyßig-Flügel“ (Standesamt u. a.). Der Gebäudeteil Kaiserstraße 5 steht unter Denkmalschutz.

## Geschichte
1888 wurde das Verwaltungsgebäude der hessischen Ludwigseisenbahn (später: Lauteren-Flügel) nach einem Entwurf des Architekten des Hauptbahnhofs, Philipp Johann Berdellé, errichtet.
Die großen Privateisenbahngesellschaften hatten schon bald an Bedeutung verloren. Ihre Zeit endete mit der Verstaatlichung der Hessischen Ludwigsbahn 1897. Das Gebäude war nun Sitz der Königlich Preußischen und Großherzoglich Hessischen Eisenbahndirektion Mainz. Nach 1922 wurde diese zur Reichsbahndirektion Mainz, 1953 zur Bundesbahndirektion Mainz.

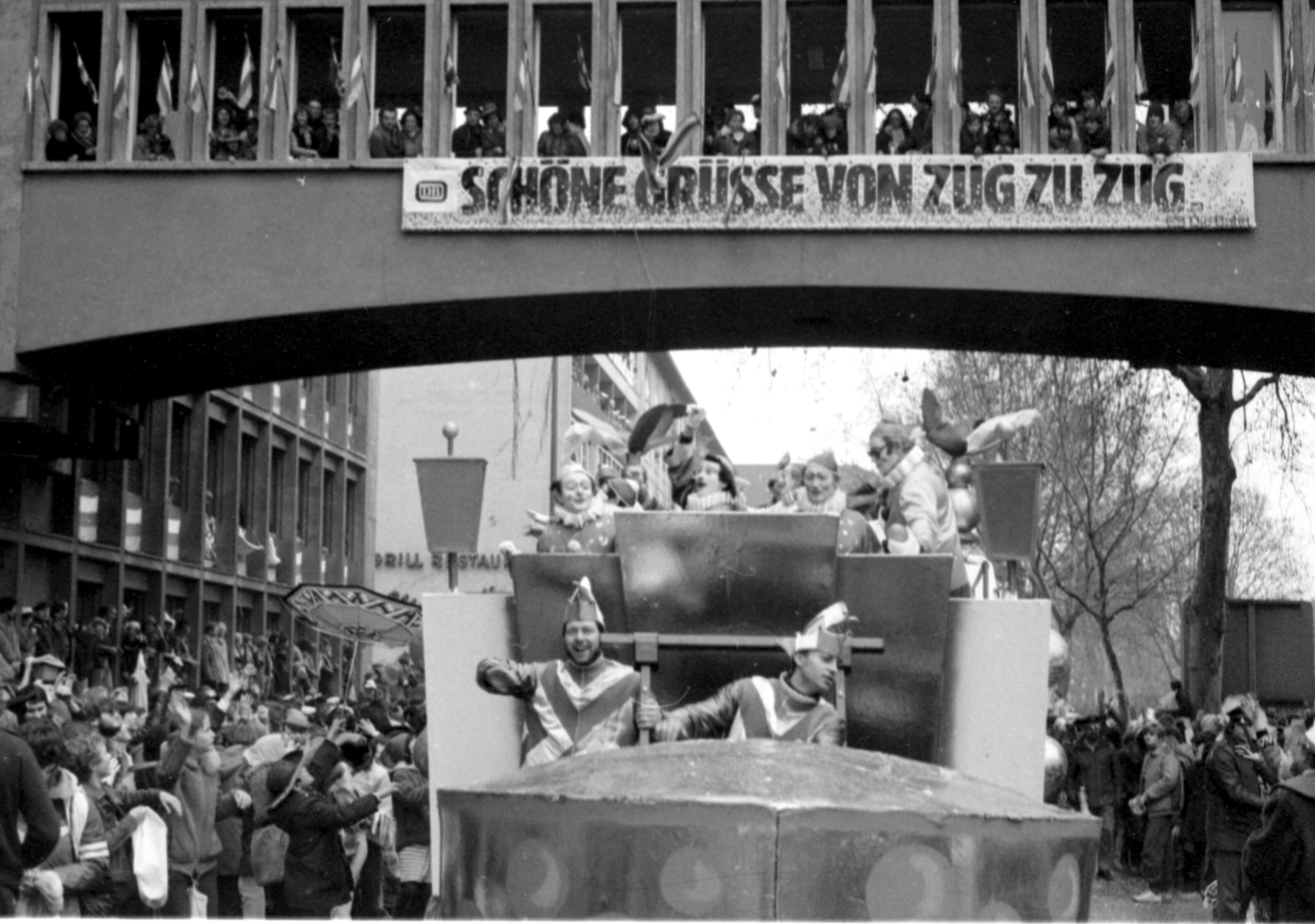
Rosenmontagszug Werbefläche der Deutschen Bundesbahn

1938 erfolgte eine Erweiterung des Gebäudes durch den Neubau auf der Mittelachse der Kaiserstraße, den heutigen Kreyßig-Flügel des Stadthauses (nach Eduard Kreyßig). Beide Verwaltungsgebäude wurden mit einer geschlossenen Brücke verbunden. Die Deutsche Bundesbahn nutzte diese Brücke beim Rosenmontagszug als Werbefläche mit einem großen Transparent mit der Darstellung eines Eisenbahnwaggons mit der Aufschrift Nur Rosenmontagszüge sind schöner.
Im Zweiten Weltkrieg fiel der ältere Baukomplex durch Bomben in Schutt und Asche. Der 1955 errichtete Neubau an gleicher Stelle zeigt die für die 1950er Jahre kennzeichnende, recht plastisch gestaltete Rasterfassade aus grauem Travertin.
Die Bezeichnung Stadthaus hat historische Wurzeln. Mit dem Verlust der Stadtfreiheit nach der Erzstiftsfehde von 1462 verlor das erste Mainzer Rathaus am Brand seine eigentliche Funktion. 1526 verlegte der Mainzer Erzbischof und Kurfürst das Rathaus ins Münzgebäude am Markt. Raummangel führte im 18. Jahrhundert zum Umzug in das barocke Brauhaus „Zum spitzen Würfel“ in der Stadthausstraße 18. Es wurde fortan nicht Rathaus, sondern Stadthaus genannt – als Folge des Verlustes der Stadtfreiheit und des dadurch gebrochenen bürgerlichen Selbstbewusstseins.
Nach der Zerstörung des Stadthauses 1942 zogen große Teile der Stadtverwaltung in die ehemalige Kunstschule Am Pulverturm 13. 1973 wurde schließlich nach 511 Jahren erstmals wieder ein repräsentatives Rathaus am Rheinufer eingeweiht.
Bis 1998 beherbergte das Gebäude Verwaltungsstellen der Deutschen Bundesbahn bzw. später der Deutschen Bahn AG. Mit der neuen Nutzung als Mainzer Stadthaus gingen auf diesem Anwesen 110 Jahre Eisenbahngeschichte in Mainz zu Ende.

## Namensgeber für den Lauteren-Flügel
Die Weinhändlerfamilie Lauteren gehörte im 19. Jahrhundert zu den führenden Repräsentanten der bürgerlichen Gesellschaft Mainz, den Notabeln. Als Mitglied des Stadtrates, des Hessischen Landtags und der Handelskammer hatte sie großen Einfluss auf Politik und Wirtschaft. Christian Lauteren (1755–1843) war Stadtrat und Handelsrichter, sein Sohn Clemens Lauteren (1786–1877) war einer der fünf Gründer der Hessischen Ludwigsbahn AG, dann zunächst Vizepräsident, später Präsident und schließlich Ehrenpräsident des Verwaltungsrates dieser Gesellschaft. Dessen Sohn Christian Ludwig übernahm 1888 den Vorsitz des Verwaltungsrats der Hessischen Ludwigsbahn. Er war Präsident mehrerer Banken und wurde 1851 vom Großherzog zum lebenslangen Mitglied in die erste Kammer des Hessischen Landtags berufen. Christian Ludwig Lauteren machte sich vor allem im Zuge der Planungen zur Rheinuferaufschüttung einen Namen und war maßgeblich an der Verlegung der Eisenbahnstrecke vom Rheinufer auf die westliche Stadtseite beteiligt.